# Especies acuáticas de la Corona británica
En el Reino Unido, tanto las ballenas —que no son peces, sino cetáceos— como los esturiones poseen la consideración jurídica royal fish. Ambas especies acuáticas son, de esta suerte, propiedad exclusiva de la Corona británica y, una vez capturadas, pasan a formar parte del patrimonio del titular de la monarquía en atención a uno de los privilegios que esta tiene conferidos.

## En Inglaterra y Gales
Según el tratado del siglo xviii Commentaries on the Laws of England de William Blackstone, la «excelencia superior» de la ballena y el esturión convirtió estas especies en un bien reservado para el uso exclusivo del monarca. Sir Matthew Hale, otro tratadista, añadió una tercera especie —la de la marsopa— a esa categoría jurídica de royal fish. La Corona adquiría la propiedad de semejantes criaturas acuáticas en el momento en que aquellas eran capturadas cerca de la costa inglesa, así como cuando alguna se quedaba varada en la orilla. Los reyes de Dinamarca y los duques de Normandía gozaron de unos privilegios similares.
El derecho de propiedad del monarca sobre las especies jurídicamente reputadas como royal fish quedó reconocido en una ley promulgada durante el reinado de Eduardo ii. Un tercer tratadista, Henry de Bracton, sostuvo que «de balena vero sufficit... si rex habeat caput, et regina, caudam» (esto es, ‘en lo atingente a la ballena, la cabeza pertenece al rey, y la cola, a la reina’). En la novela Moby Dick, Herman Melville hizo alusión a las consideraciones del jurista William Prynne referentes a que la reina era la destinataria de la cola de los cetáceos, para que así pudiera surtirse de las denominadas ballenas en la confección de sus corsés y corpiños (puntualiza Melville, no obstante, que tales ballenas no eran sino las barbas procedentes de la mandíbula de algunos de esos cetáceos).
En la actualidad, la legislación vigente en Inglaterra y Gales prevé que sea el funcionario de la Corona conocido como Receiver of Wreck el encargado de tomar posesión, en nombre de esta última, de las especies acuáticas jurídicamente clasificadas como royal fish apenas arriben a las costas inglesas. No faltan ocasiones en que dicha legislación llama la atención del público (el mero hecho de que se tenga que recurrir a ella ya suscita el interés de los medios). Así sucedió, por ejemplo, cuando, en el año 2004, un pescador llamado Robert Davies pescó en la bahía de Swansea un esturión de casi 120 kilogramos (264 libras): tras haber notificado fehacientemente a la reina Isabel ii de su captura y haber recibido de esta la preceptiva autorización («sírvase hacer de ella lo que estime oportuno»), la vendió en su propio beneficio.

## En Escocia
En Escocia, el derecho de propiedad del monarca reside en aquellas ballenas que sean demasiado grandes para ser arrastradas a tierra por un «carro tirado por seis bueyes»; en la práctica, esto cabe interpretarse como la necesidad de que las ballenas sean de un tamaño superior a los 7,6 metros (25 pies) de largo. El organismo competente para hacerse cargo de los cetáceos en representación de la Corona recae en un departamento de la Administración escocesa adscrito a la Dirección General de la Ordenación Marina para Escocia.

## En Irlanda del Norte
En Irlanda del Norte, la Corona británica, que era, históricamente, titular del Señorío de Irlanda, también ostentaba el privilegio de capturar las especies que tuvieran la categoría jurídica de royal fish, la cual incluía, por lo demás, las marsopas y los delfines. Hay constancia de la existencia de un contencioso disputado en torno a 1440 entre la Corona y el segundo barón de Howth, Christopher St. Lawrence, por la propiedad de un calderón gris (un delfín de Risso) excepcionalmente grande que se había quedado varado en la península de Howth de la bahía de Dublín. Mientras que la Corona lo reclamó para sí como especie perteneciente a la categoría de royal fish, lord Howth lo reivindicó para su propio peculio, habida cuenta, según arguyó, de que su familia tenía el derecho inmemorial de tomar posesión de todo calderón gris y toda marsopa que se hallaran en la península.